# Backstage (cultuurhuis)

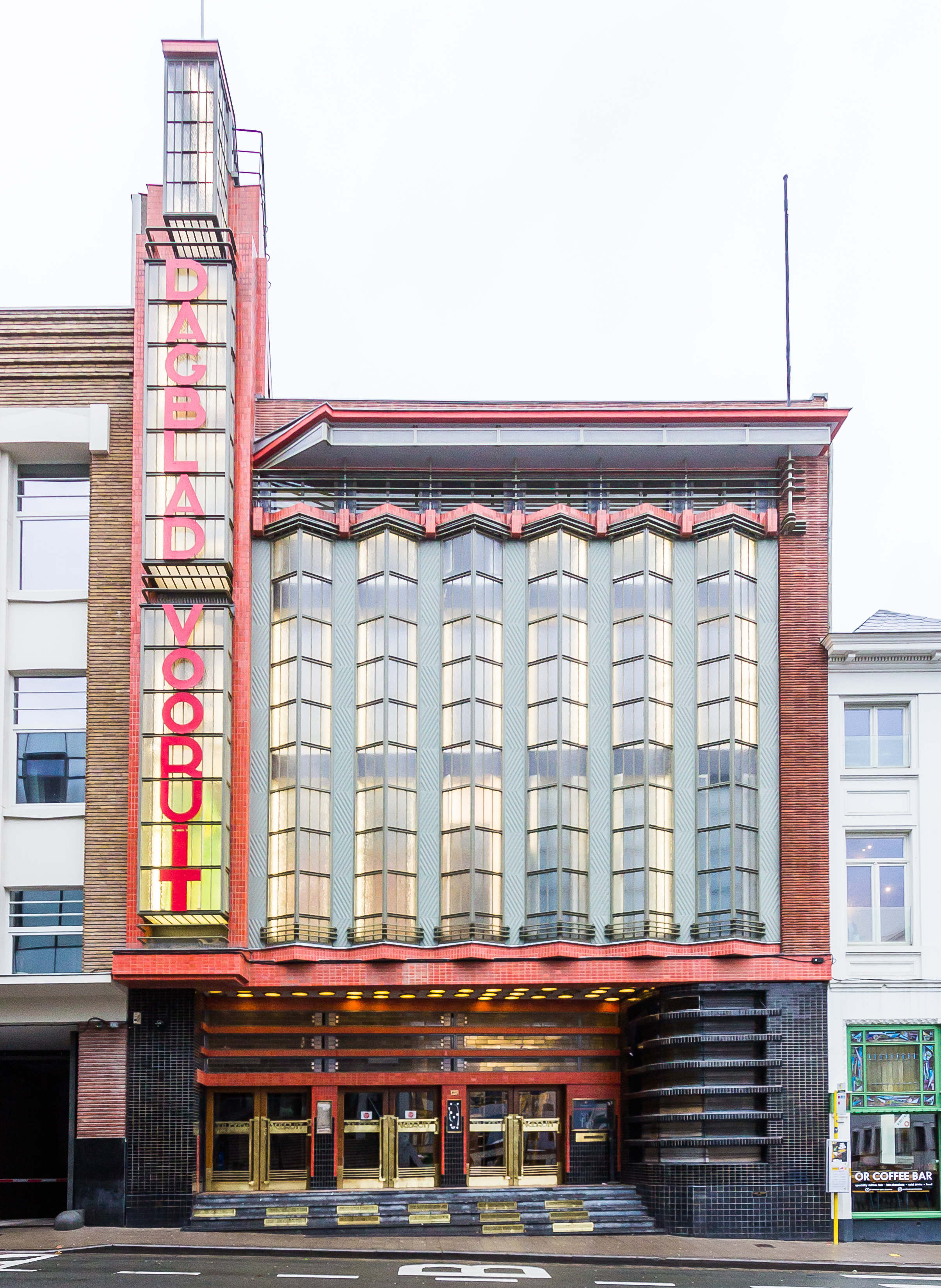
Backstage

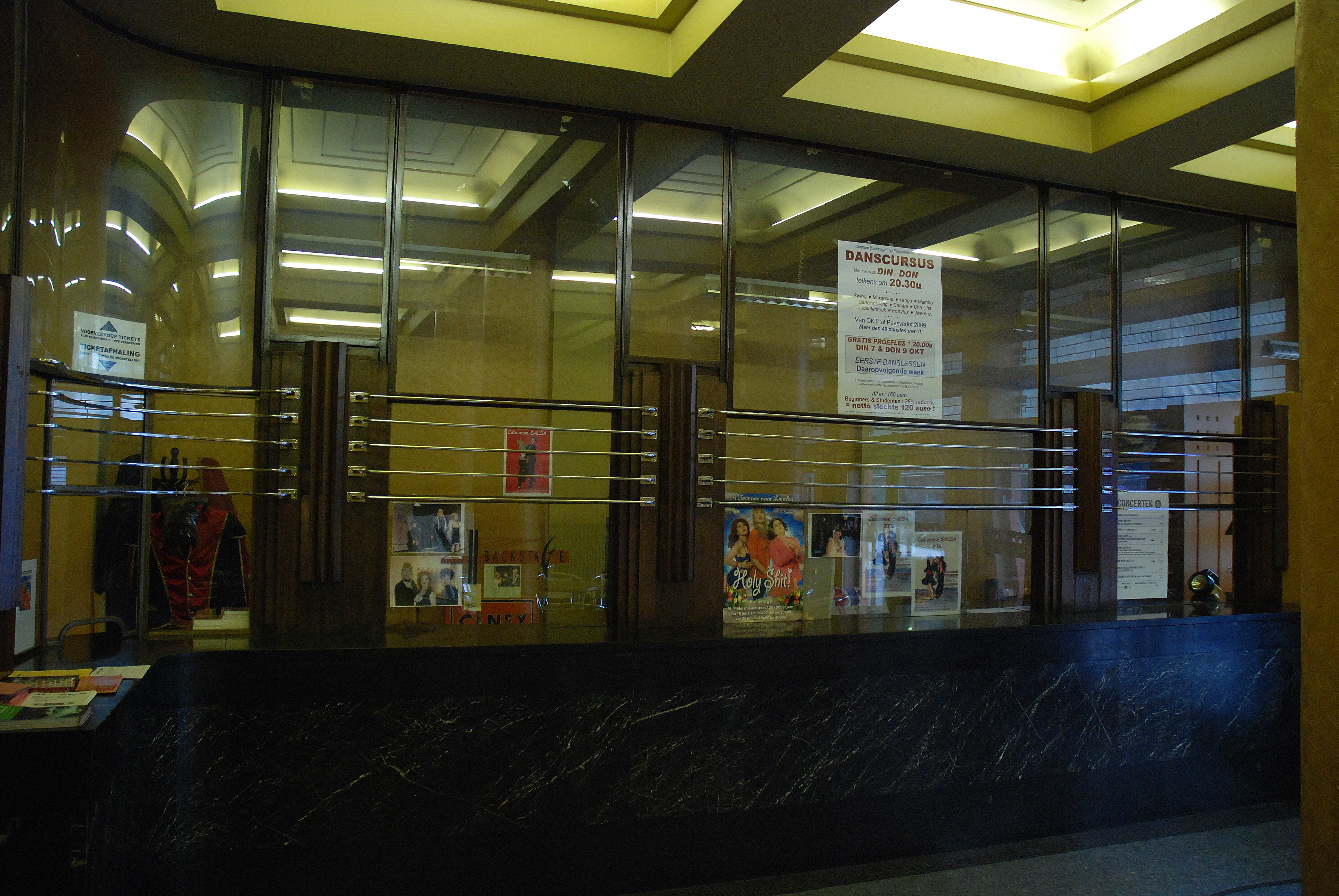
De inkomhal

Backstage is een cultuurhuis in de Belgische stad Gent. Het gebouw werd in 1930 ontworpen door architect Fernand Brunfaut en wordt algemeen beschouwd als een waardevol voorbeeld van de art-deco-stijl.
Tot 1983 huisden hier de redactie en de drukkerij van de krant Vooruit. De stichter van de krant, de socialistische voorman Edward Anseele was bevriend met Brunfaut. Brunfaut wilde de socialistische gedachte via zijn architectuur promoten. De lichtzuil naar boven verbeeldt de verlichting van de geesten. Zijn zoon Maxime Brunfaut ontwierp het Art deco meubilair waarvan niets is bewaard gebleven.
Na leegstand tot 1990 werd het omgevormd tot theater en getrouw gerestaureerd onder leiding van architect Edilbert Haentjens.
Het gebouw werd in december 2009 openbaar verkocht. Er werd in 2011 een bouwvergunning verleend voor de bouw van een studentenhome met 101 studio's en kamers aan de achterzijde van het gebouw.